# Amphimoschus
Amphimoschus ist eine ausgestorbene Gattung der Stirnwaffenträger. Sie lebte im Unteren und Mittleren Miozän von vor rund 20 bis 13 Millionen Jahren. Der Verbreitungsschwerpunkt befand sich im heutigen West- und Mitteleuropa, wo Fossilien der Gattung von mehr als 50 Fundstellen überliefert sind. Einzelne Nachweise stammen auch aus Ostasien. Das Fundmaterial besteht weitgehend aus Gebiss- und Schädelresten. Es zeigt einen mittelgroßen Vertreter der Stirnwaffenträger an, der allerdings nicht über Stirnwaffen in Form von Hörnern oder Geweih verfügte. Charakteristisch sind vor allem der kräftige Schädelbau, die verlängerten oberen Eckzähne und ein komplexerer dritter unterer Mahlzahn. Die Verwandtschaftsverhältnisse von Amphimoschus sind ungeklärt. Neuere stammesgeschichtliche Untersuchungen verweisen die Form einerseits in die Nähe des heutigen Gabelbocks, andererseits auch an die Basis der Entwicklung der Hornträger oder der Hirsche. Die Gattung wurde im Jahr 1873 wissenschaftlich eingeführt. Es ist eine Art anerkannt.

## Merkmale

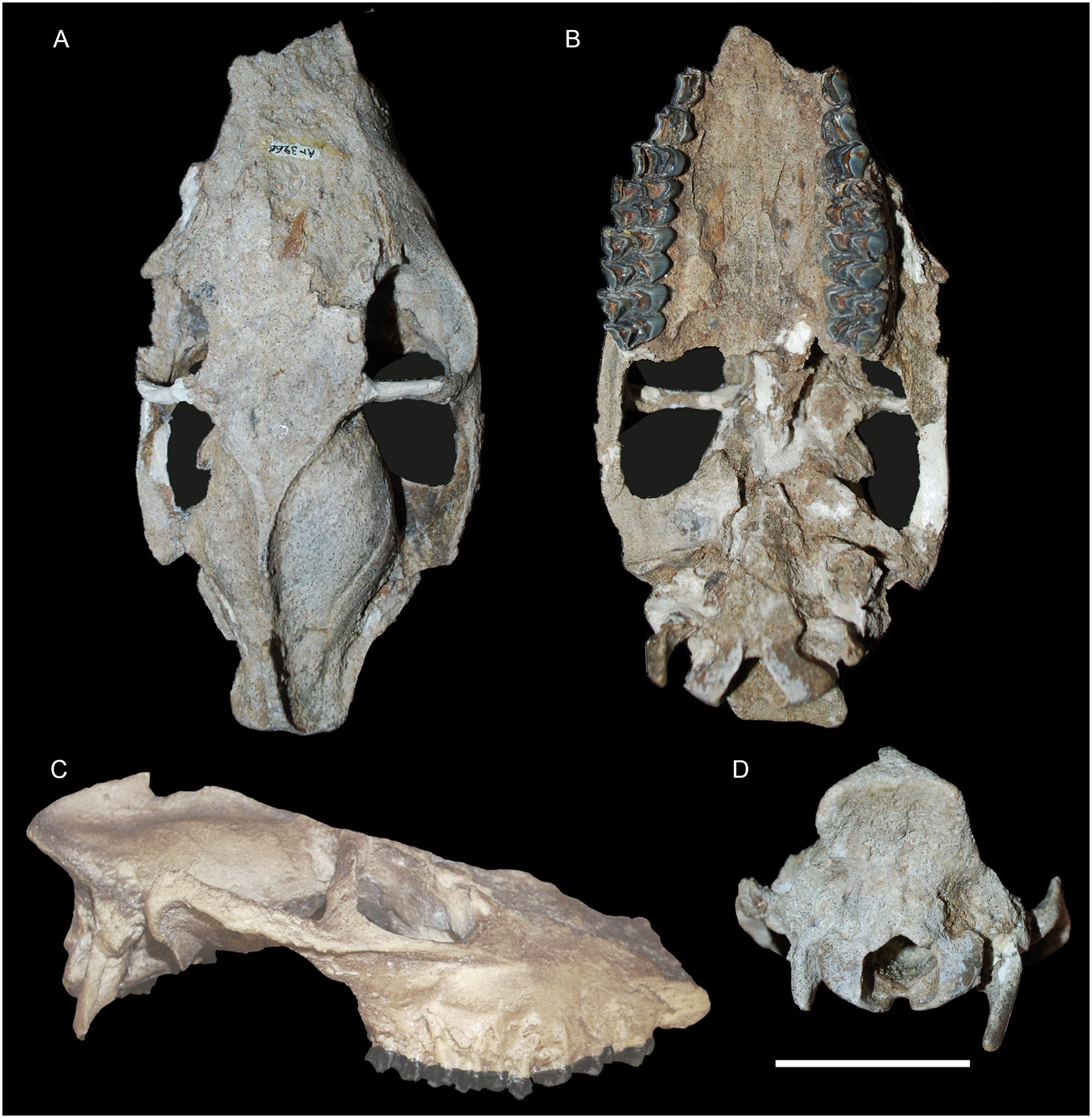
Schädel von Amphimoschus

Amphimoschus war ein mittelgroßer Vertreter der Stirnwaffenträger, der ein geschätztes Körpergewicht von 36 bis 47 kg aufwies. Er ist von zahlreichem Gebiss- und Schädelmaterial überliefert, von dem aber das wenigste vollständig erhalten blieb. Dem gegenüber sind Teile des postcranialen Skeletts selten. Das vorhandene Fundmaterial repräsentiert Individuen verschiedener Altersstufen. Der Schädel war massiv gebaut. Die Nasenbeine verliefen schmal und langgestreckt und hatten etwas gebogene Seitenkanten. Der Kontakt mit dem Stirnbein war gerade. Ein seitlicher Fortsatz des Nasenbeins bildete den oberen Rand der Orbita. Mit dem Tränenbein stand es nicht in Verbindung, da vor den Augenfenstern eine kleine Lücke auftrat. Auf dem Tränenbein fehlte die Fossa lacrimale, eine Vertiefung für den Tränensack. Dafür kam eine für Hirsche typische gedoppelte Tränenöffnung am Rand der Orbita vor, während Hornträger häufig nur eine einfache haben. Das Foramen infraorbitale war weit und in Längsrichtung gestreckt. Sein äußerer Rand lag oberhalb der Vorderkante des zweiten Prämolaren, die innere Öffnung am Kontakt vom zweiten zum dritten Prämolaren. Einige Individuen wiesen oberhalb der Orbita kräftige Wulste auf, die im Innern aus spongiosem Material bestanden. Eindeutige Hinweise auf Stirnwaffen gibt es bei Amphimoschus jedoch nicht. Verschiedentlich trat vor den Augenöffnungen auch eine weitere Erhöhung auf. Der Oberkiefer endete hinter dem letzten Mahlzahn. Die Jochbögen waren von kräftigem Bau, der hintere Ansatz am Jochbein bog leicht zurück. Auf den Scheitelbeinen erhob sich ein massiver Scheitelkamm, der nach hinten bis zum Querwulst des Hinterhauptsbeines reichte und mit diesem einen Knoten formte. Das Hinterhauptsbein selbst war sehr hoch mit einem deutlich vorstehenden Querwulst. Die Gelenkflächen zur Aufnahme der Halswirbelsäule wiesen eine dreieckige Form auf. An der Schädelbasis bestanden verlängerte Paukenblasen.

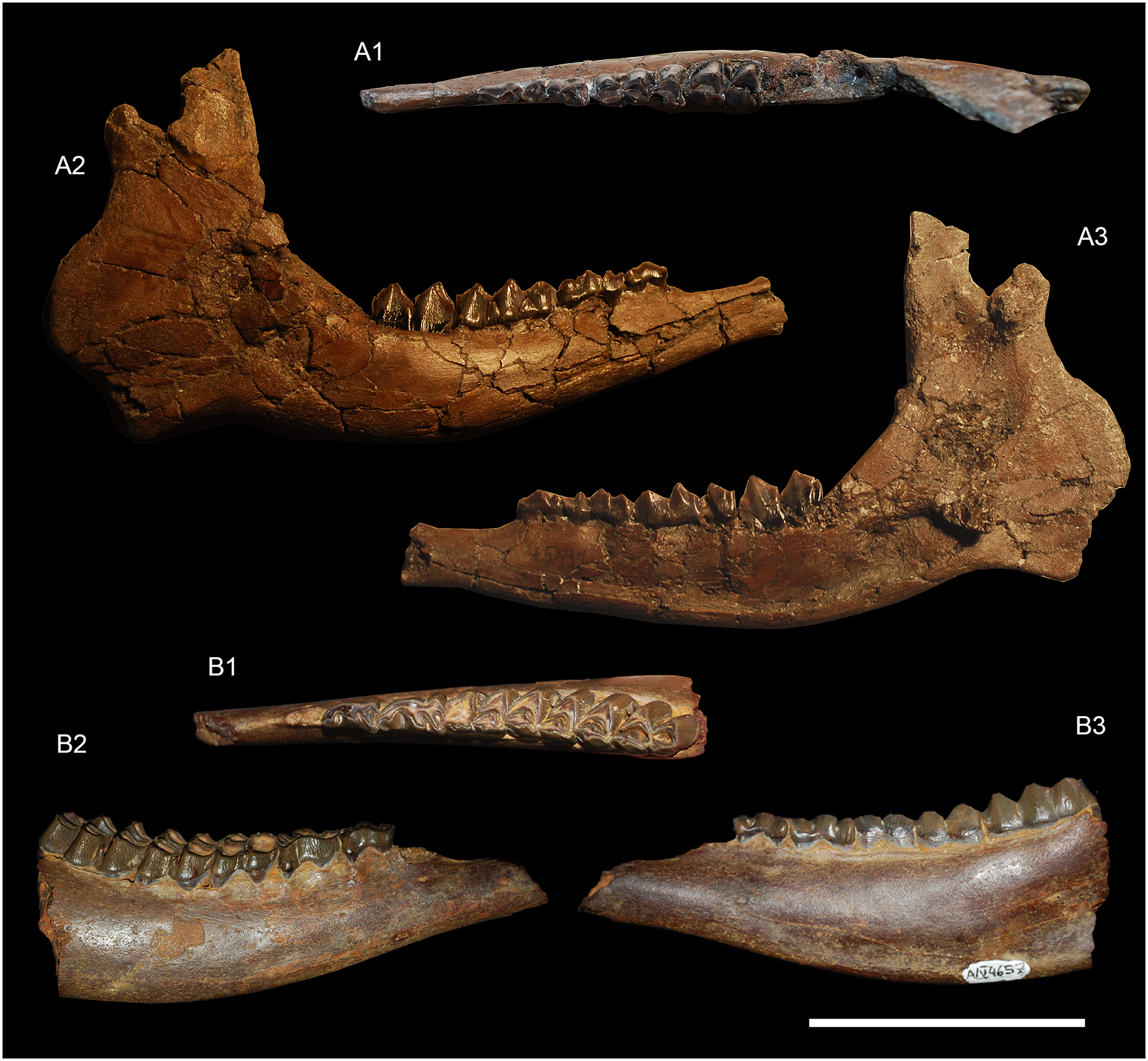
Unterkiefer von Amphimoschus

Der Unterkiefer ist häufig mit dem horizontalen Knochenkörper erhalten. Dieser nahm vom vordersten zum hintersten Backenzahn an Höhe zu, wies aber eine leicht konvex ausgebeulte Unterkante auf. In Aufsicht von oben verschlankte der Ast nach vorn zu. Das große und oval geformte Foramen mentale lag im Bereich der Symphyse, welche am vorderen Ende die beiden Kieferhälften miteinander verbindet. Die Fossa masseterica war nur schwach eingedellt und wurde in ihrem vorderen Bereich durch einen kleinen Knochenwulst angezeigt. Etwa in der Mitte des Unterkiefers trat eine kräftige Rippe auf, die als Ansatz für den Masseter-Muskel diente. Das Foramen mandibulae verlief in einer Linie mit den Molaren. Es hatte eine große und tiefe Form. Der Kronenfortsatz stieg gerade auf und war gerundet. Ihn trennte eine tiefe Furche vom Gelenkfortsatz. Letzterer stand bei ausgewachsenen Individuen leicht außerhalb der Achse des entsprechenden Unterkieferastes.
Vom Gebiss ist weitgehend die hintere Bezahnung bekannt. Jedoch sind auch die Eckzähne überliefert. Der obere war stark vergrößert und deutlich gekrümmt, zur Spitze hin bekam er einen dreieckigen Querschnitt. Seine Wurzel verlief in einem großen Bogen durch den Oberkiefer. Sowohl im oberen als auch im unteren Gebiss trennte ein deutliches Diastema den Eckzahn von der hinteren Zahnreihe. Die Lücke entsprach in etwa der Länge der jeweiligen Prämolarenreihe. Im Oberkiefer verlief der Bereich stark nach oben eingedellt, wie es von heutigen Hausrindern bekannt ist, aber abweichend von den Moschustieren mit ihrem geraden Verlauf. Im Unterkiefer war hier ein scharfer Grat ausgebildet. Die hintere Zahnreihe begann jeweils mit dem zweiten Prämolaren, der erste war demnach nicht mehr ausgebildet. Auffallend ist die zunehmende Molarisierung der Prämolaren vom vordersten zum hintersten Zahn. Dadurch änderte sich ihr Querschnitt im Oberkiefer von einer Ovalform am zweiten zu einer Dreiecksform am vierten. Alle Prämolaren wiesen jeweils eine hohe Spitze auf, die lippenseitig stand. Die Molaren waren typisch für viele Stirnwaffenträger deutlich selenodont gebaut, also mit mondsichelartig verlaufenden Zahnschmelzleisten. In der Regel wiesen die Molaren zwei Leistenpaare auf. Eine Ausnahme bildete der letzte untere Molar, der eine dritte Leiste besaß. Seine Länge betrug dadurch 1,8 bis 2,0 cm, während die vorderen beiden Mahlzähne in der Regel zwischen 1,2 und 1,4 cm lang wurden. Die oberen Molaren hingegen verloren vom ersten zum dritten Zahn an Komplexität. Sie maßen ebenfalls zwischen 1,2 und 1,4 cm in der Länge. Die jeweiligen Leisten der Mahlzähne waren mit Höckern verbunden, die im nicht abgekauteten Zustand vergleichsweise weit aufragten, so dass hohe Zahnkronen entstanden. An den unteren Mahlzähne setzte am vorderen Zahnrand ein deutliches Cingulid an, ein niedriger Zahnschmelzwulst.
Vom Körperskelett liegen nur wenige Reste vor, die hauptsächlich die Gliedmaßen betreffen. Diese waren allgemein schlank gebaut. Vollständig sind jedoch weitgehend nur die Mittelhand- und Mittelfußknochen sowie einzelne Fußwurzelknochen zuzüglich einiger Phalangen überliefert. Die Metapodien waren bereits als typisches Kanonenbein entwickelt und bestanden demzufolge aus den miteinander verwachsenen Strahlen III und IV. Der Sulcus, also die tiefe Furche entlang der Mittelachse des Schaftes, welche die Verwachsungsstelle anzeigt, war nicht durchgehend ausgebildet, sondern endete oberhalb des unteren Gelenkendes. Dies entspricht weitgehend den Verhältnissen bei den heutigen Hirschen, weicht aber von den Hornträgern ab. An den Zehenknochen zeichnete sich das Endglied durch seine außerordentliche Länge aus.

## Fossilfunde

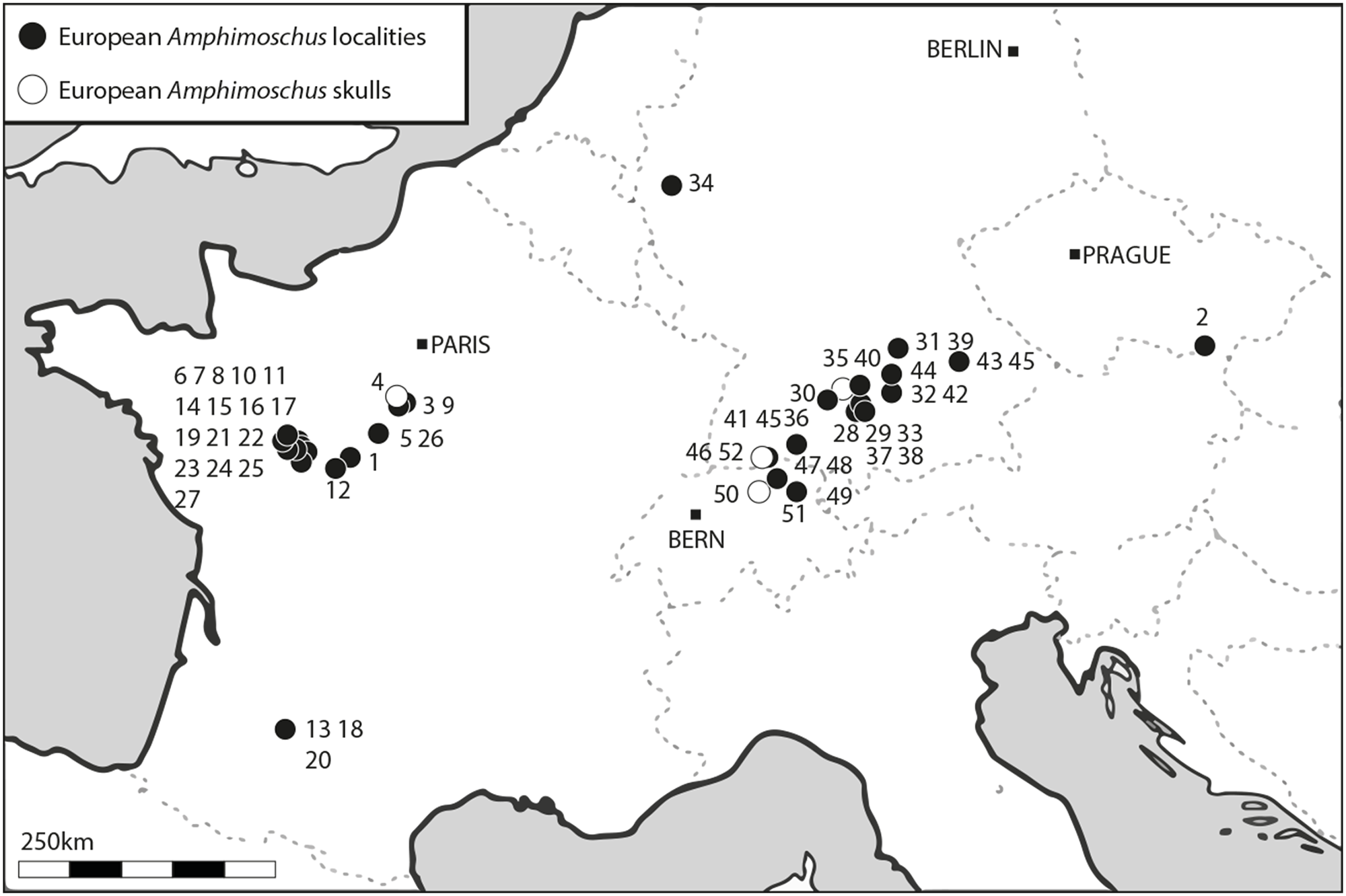
Fossilfundstellen von Amphimoschus

Funde von Amphimoschus sind überwiegend aus West- und Mitteleuropa überliefert. Insgesamt sind mehr als 50 Fundstellen bekannt, die entsprechendes Fossilmaterial lieferten. Diese verteilen sich über Frankreich, dem südlichen Deutschland, der Schweiz und Tschechien. In Frankreich stammt ein Großteil aller bekannten Reste aus einem Gebiet südwestlich von Paris, das die Départements Maine-et-Loire, Indre-et-Loire, Loir-et-Cher und Loiret einschließt. Hier befindet sich mit Thenay auch die Typusfundstelle der Gattung. Abgetrennt davon sind einzelne weitere Funde aus dem südwestfranzösischen Département Gers bekannt. Deutsche und schweizerische Fundpunkte beschränken sich weitgehend auf das Gebiet des Molassebeckens und der nördlich daran angrenzenden Mittelgebirge wie der Fränkischen Alb. Jedoch ist mit dem Tagebau Hambach in der Niederrheinischen Bucht ein sehr weit nördlich gelegener Fundpunkt erreicht. Zeitlich reichen die Funde vom Unteren Miozän bis in das Mittlere Miozän, was die chronostratigraphischen Abschnitte vom Orleanium bis zum Astaracium umfasst. Der absolutchronologische Zeitraum grenzt sich dadurch auf 20 bis rund 13 Millionen Jahren ein. Die ältesten Funde kamen bisher in Chilleurs-aux-Bois im Département Loiret zu Tage und bestehen aus einzelnen Kieferfragmenten und isolierten Zähnen. Ähnlich alt oder unwesentlich jünger dürften die Reste von Wildensbuch bei Trüllikon im Kanton Zürich sein, die neben umfangreichem Zahnmaterial auch einige Schädel einschließen.  Die jüngsten Fossilien sind in Griesbeckerzell und Hohenraunau im Regierungsbezirk Schwaben aufgedeckt worden, sie setzen sich weitgehend nur aus einzelnen Zähnen zusammen. Bedeutendes Schädelmaterial liegt aus Artenay im Département Loiret, aus Käpfnach im Kanton Zürich und aus Langenau in Baden-Württemberg vor.
Unabhängig von den europäischen Funden wurden vereinzelt auch Reste von Amphimoschus aus Ostasien berichtet, so aus den chinesischen Provinzen Jiangsu und Gansu. Ebenso wurde in einem Konferenzbeitrag aus dem Jahr 2013 auf ein Schädel aus Taiwan verwiesen.

## Paläobiologie

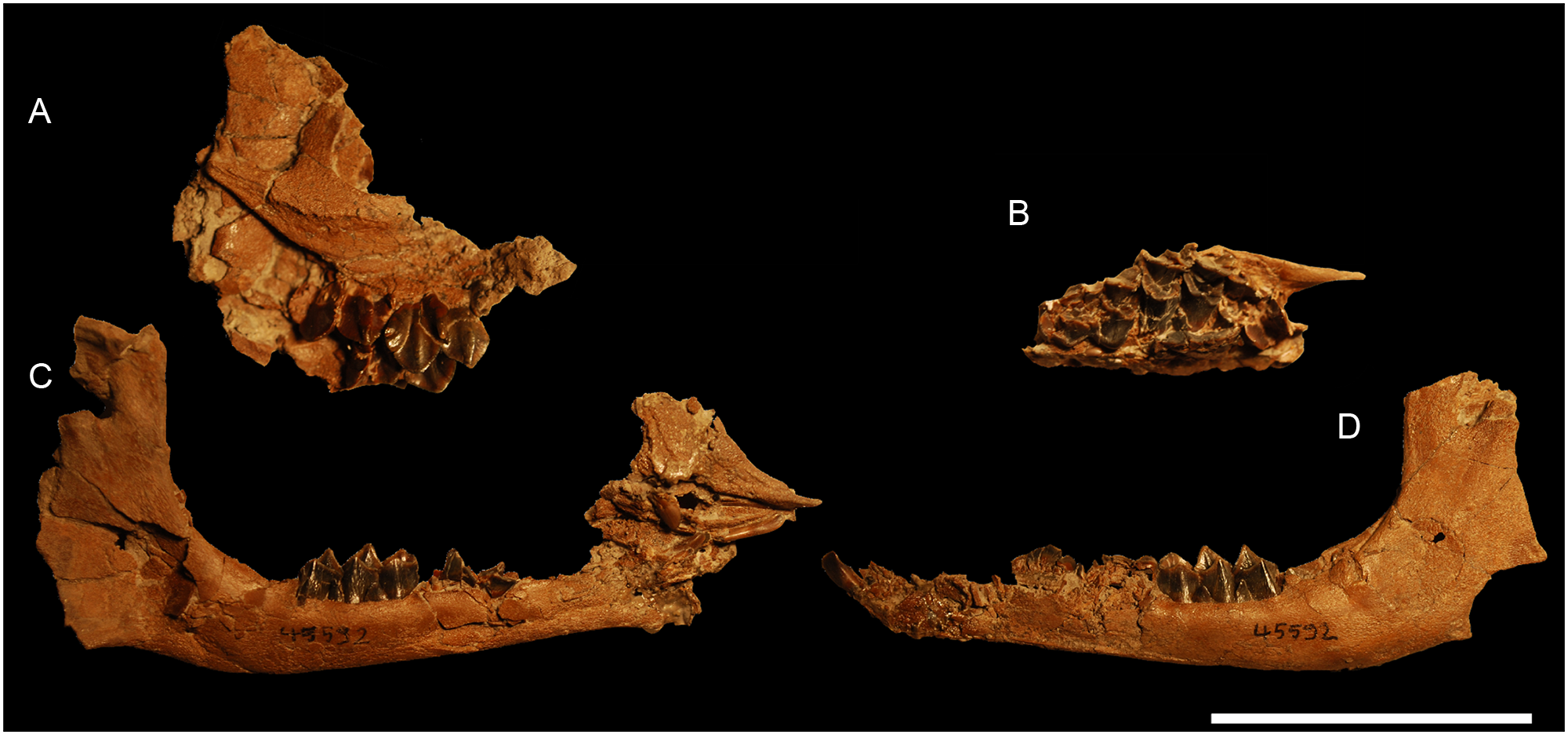
Fragmentierter Schädel eines Jungtiers von Amphimoschus

Aufgrund des zahlreichen Fundmaterials, das Individuen in unterschiedlichen Entwicklungsstadien einschließt, lässt sich die Individualentwicklung nachvollziehen. Ein Schädel von Langenau weist bis auf den durchgebrochenen ersten Molaren noch die Backenzähne des Milchgebisses auf und gehört im Vergleich mit heutigen Wiederkäuern wohl zu einem dreimonatigen Jungtier. Von der gleichen Fundstelle liegt ein Schädel mit einem durchbrochenen dritten Molaren vor, der dementsprechend einem zweijährigen Tier zuordbar ist. Hier zeigt sich zusätzlich, dass sich der massige Scheitelkamm erst später herausbildete. Andere Funde ausgewachsener Tiere lassen wiederum einzelne Zähne missen, so bei einem Schädel aus Wildensbuch. Dies könnte auf Pathologien oder den Verlust der Zähne im Verlauf des Lebens schließen lassen. Das gleiche Exemplar besitzt zudem kräftige Wulstbildungen auf der Stirn oberhalb der Orbita. Ähnliches ist von den Muntjakhirschen bekannt, bei denen diese Wülste in Verbindung mit ihren Geweihen stehen. Bisher ist jedoch von Amphimoschus keine Stirnwaffe überliefert.
Die aufgefundenen Reste des Körperskelettsverweisen auf ein Tier mit langen schlanken Beinen, deren unteren Abschnitte an den vorderen und hinteren Gliedmaßen gleich lang waren. Der Fuß besaß jeweils zwei weitgespreizte Zehen, die in einem Winkel von gut 34° auseinanderstanden. Vor allem das letzte Zehenglied mit den Hufen war außerordentlich flach. Diese Konfiguration ist heute unter anderem bei Moschustieren und Sitatungas ausgebildet. Letztere leben in Wäldern mit feuchtem Untergrund, erstere bewegen sich damit durch ein großes Repertoire von unterschiedlichen Landschaftstypen, angefangen von Wäldern über felsiges Terrain bis hin zu schneebedeckten Regionen. An dem Mittelhandknochen eines Individuums aus Langenau ist die sagittale Knochenleiste der unterem Gelenkfläche nur wenig erhaben. Es kann daher vermutet werden, dass Amphimoschus nur wenig zu Prellsprüngen befähigt war, die vor allem von den Springböcken ausgeübt werden.
Anhand der Backenzähne mit ihren moderat hohen Zahnkronen und dem typisch selenodonten Kauflächenmuster wird auf eine Ernährung bei Amphimoschus von weicher (browsing) bis gemischter Pflanzenkost (mixed feeder) ausgegangen mit ersterer in den eher feuchten Landschaften wie sie im Miozän des heutigen Molassegebietes bestanden, mit letzterer möglicherweise in den karstigen Regionen der heutigen Mittelgebirge.

## Systematik
Amphimoschus ist eine ausgestorbene Gattung aus der Ordnung der Paarhufer (Artiodactyla). Innerhalb dieser kann sie aufgrund des Baus der Gliedmaßen mit den beiden vollständig verwachsenen mittleren Mittelhand- und Mittelfußknochen, aber auch dem vergrößerten hinteren unteren Prämolaren und der vollständigen Selenodontie der Mahlzähne in die Gruppe der Stirnwaffenträger (Pecora) eingereiht werden. In der Vergangenheit wurden verschiedene Verwandtschaftsverhältnisse postuliert. Die weiterführenden Einschätzungen basierten zumeist auf Zahnmerkmalen, da Schädelmaterial erst relativ spät bekannt wurde. Bei diesen macht wiederum das Fehlen von Stirnwaffen eine genauere Zuweisung schwierig. Unter anderem schien eine engere Bindung an die Hoplitomerycidae möglich, wobei Amphimoschus als Vorfahr von Hoplitomeryx angenommen wurde, einem Tier mit zwei Hornpaaren, einem zusätzlichen mittleren Horn und verlängerten oberen Eckzähnen. Die Verwandtschaft wurde teilweise mit der Ausbildung einer dritten Leiste mit einem gedoppelten, mondsichelförmigen Verlauf des Zahnschmelzes auf dem unteren hintersten Mahlzahn erklärt. Andere Autoren vermuteten Beziehungen zum Umfeld der Hirsche (Cervidae) oder der Hornträger (Bovidae). Letzteres wurde in einer phylogenetischen Studie aus dem Jahr 2021 favorisiert. Als Hinweise hierfür gelten die Aufwölbung über den Augen bei einzelnen Individuen, die möglicherweise eine initiale Hornentwicklung anzeigen. Auch der Wulst vor den Augen, der bei verschiedenen frühen Hornträgern ebenfalls besteht, könnte ein Indiz dafür sein. Eine weitere phylogenetische Untersuchung aus dem folgenden Jahr an zahlreichem Fossilmaterial vom Amphimoschus erbrachte hingegen eine nähere Verwandtschaft zu den Gabelhornträgern (Antilocapridae), die heute lediglich mit dem Gabelbock (Antilocapra) in Nordamerika vertreten sind, allerdings über einen auf dem Kontinent reichhaltigen Fossilbericht bis in das Untere Miozän hinein verfügen. Dadurch traten sowohl die ersten Vertreter der Gabelhornträger als auch Amphimoschus etwa zeitgleich auf. Höchstwahrscheinlich wanderten die Gabelhornträger aus Eurasien nach Nordamerika ein, da bisher keine älteren Stirnwaffenträger auf dem Doppelkontinent gefunden wurden. Die mögliche Beziehung zwischen Amphimoschus und den Gabelhornträgern drückt sich vor allem in der Struktur des Innenohrs aus, etwa bei dem Gleichgewichtsorgan oder den Bogengängen. Es finden sich darüber hinaus auch einzelne Hinweise in der Topographie der Kauoberflächen der hinteren Backenzähne. Des Weiteren unterscheidet sich Amphimoschus von frühen Angehörigen der Verwandtschaft der Hirsche in der höheren Anzahl von Windungen der Gehörschnecke (2,75 gegenüber 2,0). Allerdings bestehen hier wieder Übereinstimmungen im Aufbau des Fußes, da sowohl bei heutigen Hirschen wie bei Amphimoschus der Mittelfußknochen über eine vor dem unteren Gelenkende abschließende Mittelrille (Sulcus) verfügt, während diese bei den Hornträgern und Giraffen offen ist.

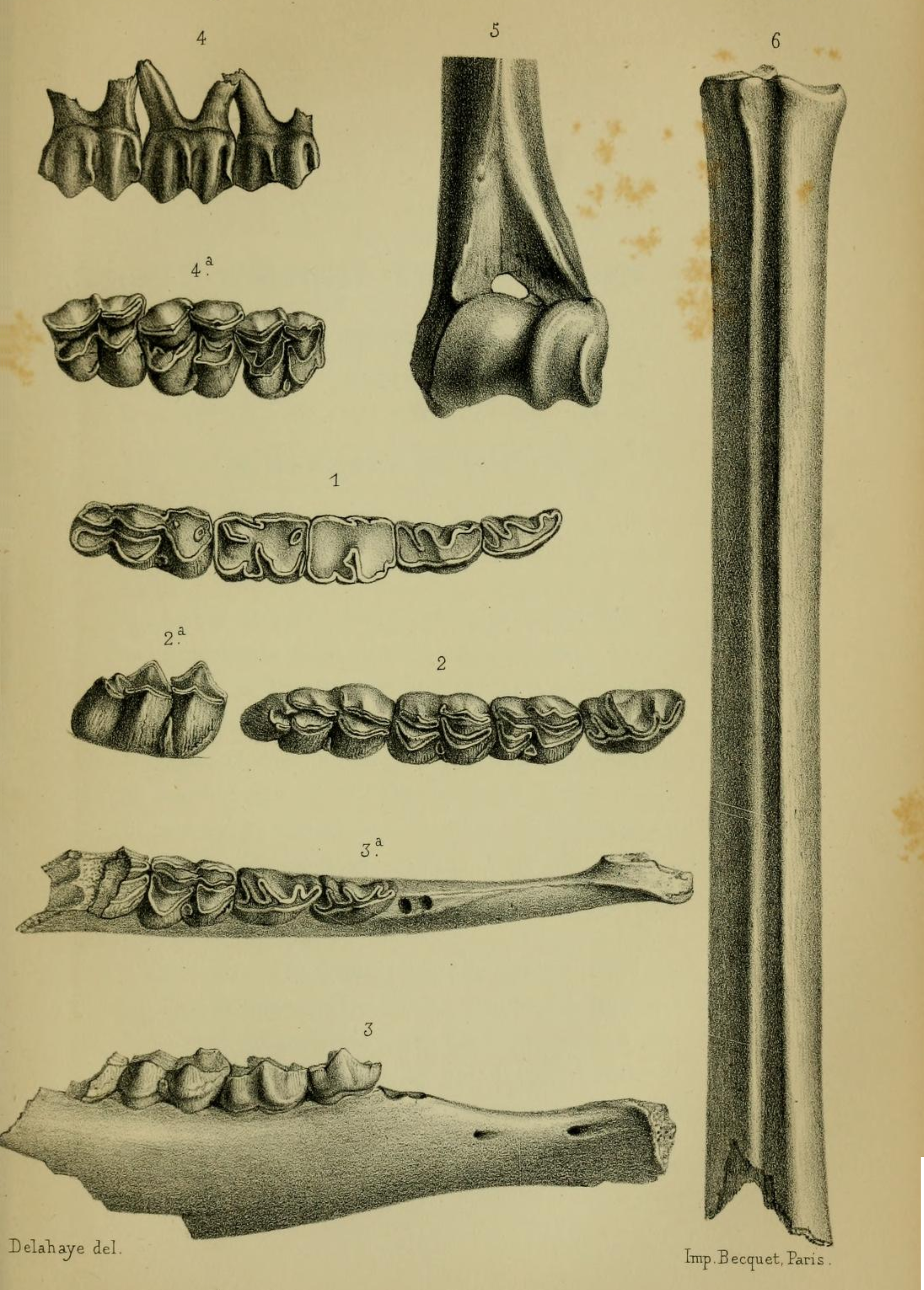
Das von Louis Bourgeois 1873 publizierte Originalfundmaterial Amphimoschus, Nr. 3 bildet heute den Lectotyp

Die Gattung Amphimoschus wurde im Jahr 1873 von Louis Bourgeois wissenschaftlich erstbeschrieben. Als Basis für seine Beschreibung dienten ihm einzelne Zähne, ein Unterkieferfragment, ein unteres Oberarmfragment und ein Mittelfußknochen aus Thenay im zentralen Frankreich. Bourgeois legte hierbei aber keinen Holotypus fest. Erst im Jahr 2021 wurde mit dem bereits von Bourgeois abgebildeten Unterkieferfragment (Exemplarnummer MNHN.FP.876) ein Lectotyp ausgewählt. Dieser besteht aus einem rechten Ast mit der erhaltenen Zahnreihe vom dritten Prämolaren bis zum zweiten Molaren und zusätzlich noch den Alveolen des Eckzahns und des zweiten Prämolaren. Gemeinsam mit weiteren Paralectotypen, verschiedenen Zähnen und Kieferfragmenten, kam dieser in der Formation Sables et Marnes du Blésois zu Tage und weist ein Alter von 16,5 bis 15,5 Millionen Jahren auf. Die Bezeichnung Amphimoschus bezieht sich auf die vom Bourgeois vermutete nähere Verwandtschaft zu den Moschustieren (Moschidae). Mit Amphimoschus ponteleviensis stellte Bourgeois eine Art auf, deren Artepitheton auf die nahe zur Fundstelle gelegenen Stadt Pontlevoy verweist. Es ist der einzige bis heute anerkannte Angehörige der Gattung.
Bereits im Jahr 1838 hatte Hermann von Meyer eine Art namens Cervus lunatus erwähnt, die er mit einzelnen Zähnen aus Käpfnach in der Schweiz in Verbindung brachte. Jedoch weder beschrieb er die Funde genauer noch bildete er sie ab. Folgende Untersuchungen erbrachten in Käpfnach neben einzelnen Zähnen von eindeutigen Vertretern der Hirsche auch solche, die zu Amphimoschus zu stellen sind. Hans Georg Stehlin vereinte daher im Jahr 1925 Cervus lunatus mit Amphimoschus. Unabhängig davon wies Lucien Mayet bereits 1908 mit Amphimoschus artenensis eine weitere Art aus Artenay im nord-zentralen Frankreich aus und gründete sie auf einzelnen Unterkieferresten. Von diesen beiden Arten repräsentierte Amphimoschus ponteleviensis die jüngere und größere Form. Weitere Unterschiede wurden in der Kronenhöhe der Backenzähne und in einzelnen Zahnmerkmalen herausgearbeitet. Im Zuge einer Revision der Gattung durch ein Forscherteam um Bastien Mennecart im Jahr 2021 unter Berücksichtigung von mehr als 250 Fundobjekten und 780 Zähnen von verschiedenen Fundstellen konnten aber keine signifikanten Differenzen zwischen Amphimoschus ponteleviensis und Amphimoschus artenensis festgestellt werden. Eine im Jahr 2010 anhand von Unterkiefervariationen postulierte Art Amphimoschus elegans, die allerdings nie beschrieben wurde, stellt möglicherweise ein Verwechslung mit Amphitragulus dar, einem relativ urtümlichen Stirnwaffenträger aus dem Oligozän Europas. Die im Jahr 2022 anhand eines zerdrückten Schädels sowie einzelner Gebissreste aus der Tiejianggou-Formation in der chinesischen Region Xishuigou in Ostasien beschriebene Art Amphimoschus xishuiensis wurde drei Jahre später der Gattung Dimidiomeryx zugeschlagen. Das Alter der Funde beträgt 19,7 und 17 Millionen Jahre. Die Form steht den Hornträgern näher.